# Calibro 77
Calibro 77 è il 13º album della band rock italiana dei Gang, pubblicato il 24 febbraio 2017 (ma già distribuito nel dicembre 2016/gennaio 2017 ai co-produttori), un album integralmente di cover degli anni '70.
Il disco è stato completamente autofinanziato attraverso il crowdfunding, arrivando a 1056 co-produttori.
Così come il precedente, il disco è stato prodotto artisticamente da Jono Manson e la maggior parte delle registrazioni si è svolta negli studi "The Kitchen Sink", di Santa Fe (Nuovo Messico) negli Stati Uniti d'America. Registrazioni aggiuntive sono state fatte al "Drum Code Studio" di Sesta Godano, al "Potemkin Studio" di Macerata ad opera dell'ex Andrea Mei e al Mighty Toad Studio di Brooklyn.

## Tracce
1. Sulla strada (di Eugenio Finardi, dall'album Sugo del 1976)
2. Io ti racconto (di Claudio Lolli, da Un uomo in crisi. Canzoni di morte. Canzoni di vita del 1973)
3. Cercando un altro Egitto (di Francesco De Gregori, dall'album Francesco De Gregori del 1974)
4. Questa casa non la mollerò (di Ricky Gianco, da un 45 giri del 1978 ma già eseguita dal vivo nel 1976)
5. Canzone del maggio (di Fabrizio De André, da Storia di un impiegato del 1973)
6. Sebastiano (di Ivan Della Mea, da Sudadio Giudabestia del 1979)
7. Uguaglianza (di Paolo Pietrangeli, da Mio caro padrone domani ti sparo del 1969)
8. Venderò (di Edoardo Bennato, da La torre di Babele del 1976)
9. Un altro giorno è andato (di Francesco Guccini, da L'isola non trovata del 1970)
10. Ma non è una malattia (di Gianfranco Manfredi, dall'omonimo album del 1976)
11. I Reduci (di Giorgio Gaber, da Libertà obbligatoria del 1976)

## Componenti
- Marino Severini - voce, chitarra acustica
- Sandro Severini - chitarra elettrica

Altri musicisti
- Jason Crosby - pianoforte, violino, hammond
- Jono Manson - chitarra elettrica e acustica, chitarra baritono e tenore, cori
- Michael Jude - basso
- John Michel - batteria
- Ben Wright - chitarra elettrica
- Wally Ingram - percussioni
- John Egenes - mandolino, pedal steel, dobro
- Stefano Barotti - cori
- Craig Dreyer - sax tenore, flauto
- Clark Gayton - trombone
- Jeff Kievet - tromba
- Rob Eaton jr. - chitarra elettrica
- John Popper - armonica
- Jeremy Bleich - oud
- Jay Boy Adams - slide guitar
- Scott Rednor - chitarra elettrica
- Jerry Weimer - clarinetto
- The Round Mountain
  - Char Rothschild - fisarmonica, tromba
  - Robbie Rothschild - bouzouki